# Tiruverkadu
Tiruverkadu es una ciudad y municipio situada en el distrito de Tiruvallur en el estado de Tamil Nadu (India). Su población es de 64698 habitantes (2011). Se encuentra a 27 km de Tiruvallur y a 18 km de Chennai.

## Demografía
Según el censo de 2011 la población de Tiruverkadu era de 64698 habitantes, de los cuales 32695 eran hombres y 32003 eran mujeres. Tiruverkadu tiene una tasa media de alfabetización del 83,74%, superior a la media estatal del 80,09%.